# Noticias Uno
Noticias Uno es un noticiero colombiano que originalmente se emitía en televisión abierta por Canal 1 desde su creación en 1992 a 2019. El 1 de diciembre de 2019, pasó a ser transmitido por el canal de televisión por suscripción Cablenoticias.
Las emisiones se originan desde Bogotá, donde queda su sede principal en el Centro Empresarial Dorado Plaza, localizado en la avenida Ciudad de Cali con avenida El Dorado.

## Historia
Antes del 14 de febrero de 2002 el noticiero se llamaba NTC Noticias, que se transmitió por primera vez el 1 de enero de 1992 por la Cadena Uno tras la fusión de este con el Noticiero de las 7 de Programar Televisión y Uninoticias de Uni TV.
Ha recibido un Premio India Catalina como mejor programa periodístico, en 2006, y trece veces ha sido reconocido como mejor noticiero colombiano de 2010 a 2016 y nuevamente en 2018, 2019, 2020, 2021, 2022 y 2023.
El 30 de noviembre de 2019, se realiza su última emisión del noticiero por Canal 1 y allí fueron conducidos por Felix de Bedout y María Cristina Uribe.
A partir del 1 de diciembre de ese mismo el noticiero se comienza a emitir por Cablenoticias.

## Secciones
A diferencia de los demás informativos, Noticias Uno estuvo durante mucho tiempo sin sección de entretenimiento. En su lugar aparecía un segmento denominado El Top de los Otros Famosos hasta agosto de 2017. De agosto de 2017 a noviembre de 2019 se denominó Toma 1 y desde diciembre de 2019 se denominó Punto Final, las dos últimas fueron presentadas por Cristina Hurtado (2017-2019) y Daniella Álvarez (diciembre de 2019), a comienzos de 2020 se determinó suprimir nuevamente la sección de entretenimiento del informativo.

## Cambios de director y amenazas
En agosto de 2005, Daniel Coronell, entonces director de Noticias Uno, decidió exiliarse del país junto con su esposa María Cristina Uribe, presentadora del informativo, y su hija. Coronell había recibido varias amenazas de muerte, incluyendo entre ellas mensajes electrónicos que aparentemente fueron enviados por el excongresista Carlos Nader Simmonds, además de amenazas telefónicas y coronas mortuarias. El noticiero continuó al aire a pesar del exilio de Coronell, quien siguió figurando como director del informativo.
En junio de 2007 volvió María Cristina Uribe como presentadora principal del noticiero. En ocasiones era reemplazada por Néstor Morales. En junio de 2011, Daniel Coronell fue nombrado director de noticias de la cadena hispana estadounidense Univision, y se trasladó con su esposa a ese país. Cecilia Orozco Tascón asumió la dirección. La presentación quedó a cargo de Silvia Corzo, se retiró en diciembre de 2014.
El 7 de agosto de 2018, día de la posesión del presidente Iván Duque, la periodista Paola Rojas, trabajadora de dicho noticiero, se introdujo en una reunión privada de congresistas del Centro Democrático y grabó con su teléfono móvil la conversación sostenida allí, donde constaban las celebraciones después del controvertido discurso del senador Ernesto Macías, donde hacía duras críticas al gobierno de Juan Manuel Santos. Tal video fue publicado en el noticiero y difundido por otros medios locales. La situación derivó en amenazas contra dicha periodista.

## Caso Yidis Medina
El 20 de abril de 2008, Noticias Uno transmitió un video en el que la excongresista Yidis Medina admitía ante Daniel Coronell, director del noticiero, haber aceptado sobornos de parte del entonces presidente Álvaro Uribe Vélez y de algunos de sus cercanos colaboradores para cambiar su voto en la comisión primera de la Cámara de Representantes en el proyecto de ley tramitado por el gobierno para permitir la reelección presidencial inmediata que le daría la oportunidad a Uribe de aspirar a un segundo mandato. El video fue grabado en agosto de 2004, pero el periodista y la entonces congresista acordaron que el video solo sería revelado en caso de que a ella le sucediera algo, puesto que afirmó haber recibido amenazas contra su vida. Medina dijo que el video también podía revelarse en el caso de que ella no recibiera lo pactado con el gobierno.
Semanas antes de la emisión del video, Medina anunció que publicaría un libro junto con Teodolindo Avendaño, congresista que se ausentó durante la votación de la reelección, dando a conocer los ofrecimientos que había hecho el gobierno a cambio de no votar en contra del proyecto, y hablando sobre la grabación. Entonces Coronell dijo que Medina había roto el pacto por haber revelado la existencia del video, situación que admitió Medina y por lo cual el periodista anunció su publicación. A raíz de estas revelaciones, la Fiscalía ha iniciado investigaciones preliminares con el fin de indagar si funcionarios públicos cometieron en este caso el delito de cohecho. La Corte Suprema de Justicia dictó orden de captura contra Medina quien se entregó el 27 de abril de 2008.
En 2009  el noticiero denunció la adquisición de un predio rural a las afueras del municipio industrial de Mosquera en el departamento de Cundinamarca, en un lapso inferior a 12 meses dicho predio fue convertido en urbano, declarado zona franca exenta de impuestos, más trazado y construcción de vía principal incluyendo cambio de ruta de vehículos de carga. Esto implicó una plusvalía de 80 millones a 8000 millones. Sumado a ello en 2017 llevan construidos 5 centros comerciales sin tener claridad del origen de estos dineros, además de figurar en los papers de Panamá. Esto aun siendo investigado por la justicia colombiana.

## Amenaza de cierre
Desde marzo de 2018, durante la campaña para las elecciones presidenciales de Colombia, el expresidente Álvaro Uribe Vélez exteriorizó varias veces mensajes que insinuaban que en un eventual gobierno de su candidato, Iván Duque, se iba a revisar la continuidad de la concesión de Canal 1, dado que en ese medio se publicaba el noticiero de Noticias Uno, del que es accionista el periodista Daniel Coronell, reconocido contradictor de Uribe.
El 1 de septiembre de 2019, ya con Duque como presidente, se anunció que la empresa socia mayoritaria, Hemisphere Media Group, decidió no invertir más en la producción del noticiero y anunció que su última emisión sería en el mes de diciembre de ese mismo año, poniendo fin a 28 años ininterrumpidos de periodismo investigativo e independiente. Los socios mayoritarios anunciaron la extensión de la concesión al Canal 1 por diez años más, pero a pesar de esto, se tomó la decisión de cerrar los noticieros de los fines de semana, para concentrar esfuerzos en los informativos de lunes a viernes. Esta noticia suscitó una de serie de reacciones a nivel nacional en Colombia con reflexiones especulativas en dos caminos: uno de esos caminos orientaba la discusión hacia un posible caso de censura del gobierno  o de competencia desleal. El segundo camino, según declaraciones del Canal 1  y de versiones difundidas a través de los medios colombianos, sugiere que la causa de la decisión, se debía a dificultades económicas del canal y del noticiero.
Sin embargo, el domingo 6 de octubre de 2019, tras un creciente apoyo solidario de usuarios y diferentes personalidades del acontecer colombiano, Jorge Acosta, gerente de NTC Televisión, productora del noticiero, anunció en su emisión de las 8 de la noche, la puesta en marcha de un nuevo plan digital para garantizar la supervivencia de Noticias Uno, siendo lo más relevante de dicho plan, la estrategia de micromecenazgo "crowdfounding" o financiación colectiva.
Por otra parte, el cese de emisión del noticiero por televisión abierta en Canal 1 fue el 30 de noviembre de 2019, para luego ser trasladado el 1 de diciembre del mismo año al canal de televisión por suscripción de Cablenoticias. también se emite a través de redes sociales, contando con una importante audiencia por tal canal de difusión.

## Premios

### Premios India Catalina
| Año  | Categoría                | Resultado |
| ---- | ------------------------ | --------- |
| 2003 | Mejor noticiero nacional | Ganador   |
| 2004 | Mejor noticiero nacional | Nominado  |
| 2005 | Mejor noticiero nacional | Nominado  |
| 2006 | Mejor noticiero nacional | Ganador   |
| 2007 | Mejor noticiero nacional | Nominado  |
| 2008 | Mejor noticiero nacional | Nominado  |
| 2009 | Mejor noticiero nacional | Nominado  |
| 2010 | Mejor noticiero nacional | Ganador   |
| 2011 | Mejor noticiero nacional | Ganador   |
| 2012 | Mejor noticiero nacional | Ganador   |
| 2013 | Mejor noticiero nacional | Ganador   |
| 2014 | Mejor noticiero nacional | Ganador   |
| 2015 | Mejor noticiero nacional | Ganador   |
| 2016 | Mejor noticiero nacional | Ganador   |
| 2017 | Mejor noticiero nacional | Nominado  |
| 2018 | Mejor noticiero nacional | Ganador   |
| 2019 | Mejor noticiero nacional | Ganador   |
| 2020 | Mejor noticiero nacional | Ganador   |
| 2021 | Mejor noticiero nacional | Ganador   |
| 2022 | Mejor noticiero nacional | Ganador   |
| 2023 | Mejor noticiero nacional | Ganador   |
| 2024 | Mejor noticiero nacional | Nominado  |

## Presentadores

### Actuales
- María Fernanda Navia (2011-2017) / (2019)^- A las 12 (2017-2018) / (2024-)
- Yerson David Caucha (2024- )
- Diana Gil (2024- )

### Anteriores
- Adriana Eslava -NTC Noticias- (1992)
- Édgar Perea† -NTC Noticias- (1992-2001)
- Félix de Bedout -NTC Noticias- -Noticias Uno- (1992-2003)
- Germán Arango -NTC Noticias- -Noticias Uno- (1992-2022)
- Ximena Aulestia Díaz -NTC Noticias- (1993-2002)
- Catalina Aristizábal (2002-2003)
- Bianca Gambino (2002-2003) (2015) -reemplazos-
- Hernán Peláez (2002-2005)
- María Cristina Uribe (2002-2005) / (2007-2011)
- Luisa Fernanda Rodríguez (2003)
- Paulo Palacios (2003)
- Mauricio Ramírez (2003)
- Germán Castro Caycedo (2004)
- Claudia Morales (2004-2009)
- Néstor Morales (2005-2007) / principal (2007-2011) - reemplazos-
- Ricardo Alfonso (2008-2017)
- Silvia Corzo (2011-2014)
- Clara Estrada (2010-2019) - reemplazos-
- Belky Arizala (2014-2019)
- Claudia Cano (2014-2020) -reemplazos- / (2022) -reemplazos-
- Carolina Oliver (2015-2017)
- Susana Mora (2017) -reemplazos-
- Yalena Jácome A las 12 (2017-2018)
- Ana Aponte A las 12 (2017-2018)
- Mauricio Posada (2018-2024)
- Cristina Hurtado (2017-2019)
- Mábel Lara (2017-2020)
- Alexandra Santos (2018) -reemplazos-
- Daniella Álvarez (2019)
- Mónica Rodríguez (2020-2024)

Notas
- ^ El presentador estuvo retirado durante un tiempo, pero regresó después.
- x Antes fueron presentadores (oficiales o de manera esporádica) y en la actualidad están vinculados al noticiero como reporteros.
- ± Presentador sustituto.

## Directores
- Daniel Coronell (1992-1998) (2000-2005) (2007-2011)
- Félix de Bedout (1998-2000)
- Jaime Honorio González (2005-2007)
- Cecilia Orozco Tascón (2011-2024)
- Ignacio Gómez (2024-presente)

## Logotipos

2019-presente